# Кузьмичёв, Алексей Викторович
Алексе́й Ви́кторович Кузьмичёв (род. 15 октября 1962, Киров) — российский предприниматель, один из контролирующих акционеров-основателей инвестиционного консорциума «Альфа-Групп». Ранее Кузьмичёву принадлежали 16,3 % активов Альфа-банка. В 2022 году в рейтинге российских миллиардеров Forbes занял 20-е место, его состояние оценивалось в $6 млрд. В аналогичном рейтинге в 2023 году занял 25-е место с состоянием в $6,4 млрд.
Входит в топ-500 богатейших людей мира, по версии Bloomberg Billionaires Index.
За поддержку российской войны против Украины находится под персональными санкциями 27 стран Европейского союза, США, Великобритании, Канады, Швейцарии, Австралии, Украины, Новой Зеландии.
Проживает во Франции. По некоторым данным, ему временно запрещено покидать страну.

## Биография
Алексей Кузьмичёв родился в 1962 году в Кирове.
В 1980—1982 годах проходил срочную службу радистом на советско-китайской границе.
Состоял членом КПСС.
В 1983 году поступил в Московский институт стали и сплавов, где познакомился с будущими деловыми партнёрами Михаилом Фридманом и Германом Ханом.
В 1988 году вместе с Фридманом, Ханом и Алфимовым основали компанию «Альфа-Фото», занимавшуюся импортом фотореактивов. Позднее Кузьмичёв убедил партнёров заняться также экспортным бизнесом. Таким образом в 1998 году была создана венчурная компания «Альфа-Эко», которая впоследствии стала основой консорциума «Альфа-Групп» (в 2005 г. «Альфа-Эко» была переименована в «А1»).
В феврале 2019 года, наряду с супругой и детьми, получил гражданство Кипра. 7 апреля 2022 года президент Украины Владимир Зеленский призвал власти Кипра аннулировать паспорта, выданные россиянам в обмен на инвестиции.
В марте 2022 года вышел из состава акционеров Альфа-банка, ему принадлежала доля в 16,32 %, а также из совета директоров LetterOne.

## Уголовное преследование во Франции
30 октября 2023 года был арестован во Франции, где, согласно французскому ежедневнику «Le Monde», он проживал ещё до введения против него санкций ЕС. В его доме в Париже и на вилле в Сен-Тропе прошли обыски; сообщалось о выдвижении против него подозрений в отмывании денег, уклонении от уплаты налогов и нарушении санкционного законодательства. Официальных обвинений при этом предъявлено не было. 1 ноября 2023 года финансовая прокуратура сообщила о начале расследования дела Алексея Кузьмичёва. В этот же день бизнесмена выпустили под залог в €8 млн. По некоторым данным, ему запрещено покидать Францию.

## Проекты

### «Альфа-Групп»
Кузьмичёву принадлежат свыше 18 % совокупных акций «Альфа-Групп». В портфолио консорциума входят:
- Альфа-банк — крупнейший российский коммерческий банк. В банковскую группу «Альфа-банк» также входят Альфа-банк Украина, Альфа-банк Белоруссия, Альфа-банк Казахстан;
- «Вымпелком» — международная телекоммуникационная компания, а также доля в турецком сотовом операторе Turkcell. Вплоть до апреля 2012 года «Альфа-Групп» принадлежало 25 % российского мобильного оператора «Мегафон», этот пакет акций был продан за $5,2 млрд;
- российская ритейловая группа Х5;
- «Росводоканал»;
- «Альфа-Страхование».

В 2013 году «Альфа-Групп» продала 25-процентную долю в ТНК-ВР за $13,86 млрд.

#### Крушение «Престижа»
Европейское подразделение «Альфа-Групп» по торговле нефтью и сырьевыми товарами Crown Resources, председателем которого является Кузьмичёв, являлось владельцем груза, перевозимого на нефтяном танкере «Престиж», который потерпел крушение недалеко от побережья испанской Галисии в 2002 г. Открытое в связи с его крушением дело было сфокусировано на халатности, допущенной владельцем судна, и завершилось в июле 2013 г. Никаких обвинений или финансовых претензий в адрес Crown Resources выдвинуто не было.

### LetterOne Group
Алексей Кузьмичёв — один из основателей LetterOne Group, международной инвестиционной компании с центральным офисом в Люксембурге. Её инвестиционные интересы распространяются на телекоммуникационный, технологический и энергетический секторы. Член совета директоров L1 Holdings и L1 Investment Holdings.

### REBCO (российская экспортная нефтяная смесь)
Кузьмичёв контролирует международные трейдинговые операции «Альфа-Групп». Он выступил с критикой существующих методов ценообразования на российскую экспортную нефтяную смесь (REBCO) и стал ярым сторонником независимого от BFOE (Brent, Forties, Oseberg, Ekofisk) формирования цен на неё. Кузьмичёв предложил торговать REBCO на всемирно признанной товарной бирже, чтобы добиться честного и прозрачного ценообразования. Благодаря его последовательным усилиям совместно с Expertica Group котировки поставочных фьючерсных контрактов на REBCO были запущены на NYMEX (Нью-Йоркская товарная биржа, входящая в настоящее время в CME Group) в 2006 году, а расчётных фьючерсных контрактов — в 2008 году.

### Проект «Вавилон»
Начало проекту «Вавилон» было положено Кузьмичёвым в 2002 году. Цель проекта — создание международного фонда по сохранению древних сокровищ Ирака. Кузьмичёв обратился к России, США и другим странам с призывом присоединиться к культурной инициативе по сохранению руин Вавилона, расположенных недалеко от города Хилла, а также участвовать в восстановлении Национального музея Ирака в Багдаде, серьёзно пострадавшего от разграбления в 2003 году. В связи с сохраняющейся нестабильной обстановкой в Ираке проект в настоящее время заморожен.

## Состояние
В рейтинге богатейших бизнесменов России, опубликованном в апреле 2021 года журналом Forbes, Алексей Кузьмичёв занял 24-е место с состоянием $ 7,8 млрд. В рейтинге российских миллиардеров от Forbes в 2022 году занял 20-е место с состоянием $6 млрд. В аналогичном рейтинге в 2023 году занял 25-е место с состоянием в $6,4 млрд. В мировом рейтинге миллиардеров Forbes за 2023 год находится на 397 строчке с оценочным состоянием в $6,4 млрд.По данным Bloomberg Billionaires Index, общее состояние Алексея Кузьмичёва на 1 декабря 2023 года оценивалось в $5,80 млрд (444 место).
Оценки состояния журналом Forbes:
| Показатель        | 2011 | 2012 | 2013 | 2014 | 2015 | 2016 | 2017 | 2018 | 2019 | 2020 | 2021 | 2022 | 2023 |
| ----------------- | ---- | ---- | ---- | ---- | ---- | ---- | ---- | ---- | ---- | ---- | ---- | ---- | ---- |
| Состояние, млрд $ | 7,5  | 6,7  | 8,2  | 8,8  | 7,3  | 6,7  | 7,2  | 7,6  | 7,5  | 6,5  | 7,8  | 6,0  | 6,4  |
| Место (в России)  | 22   | 18   | 18   | 16   | 16   | 15   | 16   | 15   | 16   | 18   | 24   | 20   | 25   |

## Санкции
15 марта 2022 года был включён в санкционный список Европейского союза со следующим объяснением:

Алексей Кузьмичев является крупным акционером "Альфа-групп", в который входит "Альфа-банк", один из крупнейших налогоплательщиков России. Он считается одним из самых влиятельных людей в России. У него хорошо налажены связи с российским президентом. Старшая дочь Владимира Путина Мария руководила благотворительным проектом "Альфа-Эндо", который финансировался Альфа-банком. Владимир Путин вознаградил лояльность "Альфа-Групп" российским властям, оказав политическую помощь планам "Альфа-Групп" по зарубежным инвестициям.— «Официальный журнал Европейского союза», Брюссель, 15 марта 2022 года
С 26 февраля 2022 года находится под санкциями Австралии. С 15 марта 2022 года находится под санкциями Великобритании. С 6 апреля 2022 года находится под санкциями Швейцарии как олигарх близкий к Путину.
В апреле 2022 года Кипр отозвал «золотой паспорт» Кузьмичёва и членов его семьи, лишив их гражданства. Ранее Кузьмичёв был внесён ФБК в список коррупционеров и разжигателей войны отмечая что «на фоне войны он продолжает участвовать на самом высоком уровне в системе российской политической коррупции».
С 3 мая 2022 года находится в санкционном списке Канады «близких соратников российского режима» за «соучастие в выборе президента Путина для вторжения в мирную и суверенную страну».
С 12 октября 2022 года находится под санкциями Новой Зеландии. Указом президента Украины Владимира Зеленского с 19 октября 2022 года находится под санкциями Украины так как «он активно поддерживает материально или финансово и получает выгоду от российских лиц, ответственных за аннексию Крыма или дестабилизацию Украины».
11 августа 2023 года попал под блокирующие санкции США и был включён в санкционный список против «известных представителей российской финансовой элиты» за участие в работе финансового сектора российской экономики

## Личная жизнь
Алексей Кузьмичёв впервые женился в 40 с лишним лет на Светлане Успенской, бывшей сотруднице американского PR-агентства Hill & Knowlton, которое в ноябре 2002 года помогло «Альфе» разрешить ситуацию с катастрофой у берегов Испании танкера «Престиж», перевозившего принадлежащий «Альфе» мазут. Светлана — филантроп, занимается проектом Project Perpetua, с помощью известных деятелей современного искусства устраивает мероприятия по сбору средств для благотворительных программ.
Имеет троих детей — сын Алексис Кузьмичёв (2009 г.р.; живёт вместе со своей мамой в Париже) и дочки двойняшки Марго и Тая.